# Stadtgeschichten (2019)
Stadtgeschichten (Originaltitel: Tales of the City) ist eine US-amerikanische Miniserie, die am 7. Juni 2019 auf dem Video-on-Demand-Anbieter Netflix ihre Premiere feierte. Sie basiert auf den Stadtgeschichten, einer Buchreihe des amerikanischen Schriftstellers Armistead Maupin.
Stadtgeschichten ist nach den Miniserien Stadtgeschichten, auch bekannt als Geschichten aus San Francisco, aus dem Jahr 1993, Mehr Stadtgeschichten aus dem Jahr 1998 sowie Noch mehr Stadtgeschichten von 2001 die vierte Adaption der Reihe. Sie ist keine direkte Verfilmung eines Maupin-Romans, allerdings kommen neben neuen Figuren mehrere aus der Reihe bereits bekannte Charaktere vor, zudem teilt sie mit den Büchern den Schauplatz San Francisco.

## Handlung
Als Mary Ann Singleton zum 90. Geburtstag der trans Frau Anna Madrigal (eine wichtige Persönlichkeit der LGBT-Gemeinschaft), mütterliche Freundin und ihre ehemalige Vermieterin, nach San Francisco fliegt, fällt die Wiedersehensfreude bei einigen deutlich gering aus.
Mary Ann Singleton zog vor mehr als zwanzig Jahren nach Connecticut, um dort als Fernsehmoderatorin Karriere zu machen. In der Gegenwart (also im Jahr 2019) erleidet sie eine Midlife-Crisis, zudem will sich ihr Ehemann Robert von ihr scheiden lassen. Anna lebt immer noch in der Barbary Lane 28, wo Mary Ann eine der fünf Wohnungen bewohnte. Das Haus ist zudem, wie bereits vor 23 Jahren, ein Angelpunkt vieler Mitglieder der queeren Community, wie z. B. dem trans Mann Jake Rodriguez und seiner lesbischen Freundin Margot Park, welche neben den Instagram Influencer-Zwillingen Jennifer / Ani und Jonathan / Raven, sowie Mary Anns bestem Freund Michael „Mouse“ Tolliver und Shawna hier leben. Shawna, die bisexuell ist, hält Mary Ann und deren Ex-Mann Brian (bei welchem sie aufgewachsen ist) für ihre leiblichen Eltern, ihr fällt es schwer, ihrer Mutter zu verzeihen, dass diese sie in ihrer Kindheit verlassen hat. Brian, der stets um seine Tochter besorgt ist, geht zunächst ebenfalls auf Distanz zu seiner Ex-Ehefrau.
Claire Duncan, eine junge Dokumentarfilmerin und Shawnas Schwarm, versucht die alten beziehungsweise neuen Bewohner der Barbary Lane 28 kennenzulernen und interviewt diese Personen, die Gespräche zeichnet sie mit einer Videokamera auf. Bei Anna Madrigal allerdings bleiben alle ihre Versuche, sie zu interviewen, erfolglos. Als diese einen Erpresserbrief erhält und die Forderung Barbary Lane zu überschreiben, beschließt Mary Ann Singleton zu handeln.

## Produktion
Am 28. Juni 2017 berichteten verschiedene Medien, dass Netflix plane, eine Neuauflage der Tales of the City-Reihe zu produzieren und dass Laura Linney und Olympia Dukakis ihre damaligen Rollen erneut verkörpern werden, dies wurde vom Sender zunächst weder bestätigt noch dementiert. Am 23. April 2018 gab Netflix schließlich bekannt, eine neue Version der Stadtgeschichten in Auftrag gegeben und zehn Episoden bestellt zu haben. Der Sender bejahte zudem, dass die Rollen Mary Ann Singleton, Anna Madrigal und DeDe Halcyon Day von den entsprechenden Schauspielerinnen der alten Produktionen Linney, Dukakis sowie Barbara Garrick gespielt werden. Die Figur Shawna, die es in den vorherigen Serien nicht gab, wurde mit Elliot Page besetzt. Im Oktober 2018 wurde die Verpflichtung von Paul Gross bekanntgegeben, der ebenfalls in seiner damaligen Rolle als Brian Hawkins zurückkehrt.
Lauren Morelli, die bereits Teil des Autorenstabs der Netflix-Produktion Orange Is the New Black war, verfasste drei Folgen und ist zudem Showrunner sowie Executive Producer der Serie. Weitere Produzenten der Serie sind neben der Hauptdarstellerin Laura Linney Alan Poul, der bei drei Folgen zudem die Regie führte und bereits die vorherigen Adaptionen mitfinanzierte, sowie Tim Bevan und Eric Fellner. Diese sind mit der Fernsehsparte ihrer Produktionsfirma Working Title Films an der Finanzierung der Serie beteiligt.
Die Dreharbeiten der Serie starteten im Juli 2018. Die Innenszenen wurden hauptsächlich in New York City gefilmt, zudem wurden einige Sequenzen im Stadtteil Nodine Hill in Yonkers im Bundesstaat New York gedreht. Die Dreharbeiten für die Außenszenen fanden größtenteils in San Francisco statt, auch der Stadtpark Mission Dolores Park wurde als Drehort genutzt.

## Besetzung
Die Synchronisation der Serie wurde bei der RRP Media UG nach einem Dialogbuch von Thomas Maria Lehmann, Jörg Hartung und Peter Freund sowie unter der Dialogregie von Torsten Sense erstellt.

### Hauptfiguren
| Rolle                    | Darsteller                          | Synchronsprecher                   |
| ------------------------ | ----------------------------------- | ---------------------------------- |
| Mary Ann Singleton       | Laura Linney                        | Katrin Fröhlich                    |
| Shawna Hawkins           | Elliot Page                         | Anne Helm                          |
| Brian Hawkins            | Paul Gross                          | Dirk Bublies                       |
| Michael „Mouse“ Tolliver | Murray Bartlett                     | Sven Gerhardt                      |
| Ben Marshall             | Charlie Barnett                     | Lasse Dreyer                       |
| Jake Rodriguez           | Garcia                              | Heiko Akrap                        |
| Margot Park              | May Hong                            | Diana Borgwardt                    |
| Anna Madrigal            | Olympia Dukakis Jen Richards (jung) | Beate Gerlach Melanie Pukaß (jung) |
| DeDe Halcyon Day         | Barbara Garrick                     | Traudel Sperber                    |

### Nebenfiguren
| Rolle                   | Darsteller         | Synchronsprecher |
| ----------------------- | ------------------ | ---------------- |
| Jennifer „Ani“ Winter   | Ashley Park        | Josefin Hagen    |
| Jonathan „Raven“ Winter | Christopher Larkin | Felix Isenbügel  |
| Claire Duncan           | Zosia Mamet        | Dina Kürten      |
| Robert Watson           | Michael Park       | Nicolas König    |
| Ida Best                | Bob the Drag Queen | Oliver Siebeck   |
| Mateo                   | Dickie Hearts      | David Riedel     |
| Wrenita Butler          | Michelle Buteau    | Nora Kunzendorf  |
| Sam Garland             | Victor Garber      | Reinhard Kuhnert |
| Eli                     | Benjamin Thys      | Otto Strecker    |
| Inka                    | Samantha Soule     | Jana Kozewa      |
| Flaco Ramirez           | Juan Castano       | Oliver Bender    |
| Harrison                | Matthew Risch      | Gerrit Hamann    |
| Ysela                   | Daniela Vega       | Martina Treger   |

## Episodenliste
| Nr. | Deutscher Titel        | Originaltitel            | Regie                | Drehbuch                                                 |
| --- | ---------------------- | ------------------------ | -------------------- | -------------------------------------------------------- |
| 1 | Willkommen zu Hause    | Coming Home              | Alan Poul            | Lauren Morelli Idee: Lauren Morelli & Michael Cunningham |
| Anna Madrigal, eine sehr unkonventionelle Frau, der das Haus in der 28 Barbary Lane in San Francisco gehört, feiert ihren 90. Geburtstag. Aus diesem Grund kehrt ihre ehemalige Mieterin Mary Ann Singleton nach 23 Jahren Abwesenheit zurück in die Stadt, in der sie längere Zeit gewohnt hat. Sie begibt sich in die Barbary Lane, wo sie auf Anna und ihren alten Freund und Mitbewohner Michael Tolliver (genannt Mouse) trifft. Die drei feiern Annas Geburtstag und sind über ihr Wiedersehen glücklich. Mary Ann begegnet in der Barbary Lane auch ihrem Ex-Mann Brian und ihrer Tochter Shawna, dieses Treffen verläuft weniger harmonisch. Die beiden sind wütend auf Mary Ann, da sie sie damals verlassen hat und nach Connecticut gezogen ist, um dort in der Medienbranche Karriere zu machen. Als Mary Ann und Brian ins Gespräch kommen, ist sie schockiert, da er Shawna nie erzählt hat, dass sie von den beiden adoptiert wurde. Auch die anderen Bewohner der Straße stehen vor Problemen: Jake Rodriguez, Annas Pfleger, der ein trans Mann ist, bemerkt, dass er Gefühle für andere Männer hegt, obwohl er bereits in einer Beziehung mit Margot Park lebt. Shawna hat einen One-Night-Stand mit Claire Duncan, einer jungen Dokumentarfilmerin, merkt aber, dass sie für diese mehr empfindet. Am Ende der Folge erhält Anna einen Brief von einem anonymen Absender, der droht, ein Geheimnis aus ihrer Vergangenheit zu enthüllen. |                        |                          |                      |                                                          |
| 2 | Sie ist das pure Chaos | She Messy                | Alan Poul            | Marcus Gardley                                           |
| Mary Ann möchte Shawna gestehen, dass sie und Brian sie als kleines Kind adoptiert haben und dass die verstorbene Connie Bradshaw ihre leibliche Mutter ist. Brian ist aber strikt dagegen, weswegen es zwischen den beiden zum Streit kommt. Mary Ann besucht daraufhin ihre alte wohlhabende Freundin DeDe Halcyon Day, die sie bei ihrem Vorhaben unterstützt und auch verstehen kann, warum Mary Ann damals aus San Francisco wegzog. Währenddessen beichtet Jake Margot, dass er sich zu Männern hingezogen fühlt und verabredet sich anschließend mit Flaco Ramirez. Michael tritt gemeinsam mit Shawna und seinem jüngeren Lebensgefährten Ben Marshall bei einem Pubquiz an, das sie auch gewinnen. Shawna begleitet das Ehepaar Eli und Inka aus dem gegnerischen Team nach Hause und hat mit ihnen einen flotten Dreier. Am darauffolgenden Tag überreicht Mary Ann Shawna eine Peter-Pan-Schallplatte, die letztere in ihrer Kindheit sehr gerne hörte. |                        |                          |                      |                                                          |
| 3 | Zufrieden?             | Happy, Now?              | Silas Howard         | Hansol Jung                                              |
| Mary Ann realisiert, dass ihre Beziehung zu ihrem Ehemann Robert gescheitert ist, als sie Scheidungspapiere in ihrer Post findet. Auch Margot trennt sich von Jake, weswegen dieser zu Flaco geht, die beiden haben schließlich Sex. Brian und seine Nachbarin Wren, die ihm geraten hatte, seine Vergangenheit mit Mary Ann zu vergessen, werden ebenfalls intim, hieraus entwickelt sich aber keine Beziehung. Währenddessen schlägt Ben Michael vor, zukünftig auf Kondome zu verzichten, da er PrEP nimmt. Michael fällt diese Änderung nicht leicht, zudem taucht plötzlich sein Ex-Freund Harrison in der Barbary Lane auf. Claire klärt Shawna über die LGBT-Historie San Franciscos auf, wobei sich die beiden näherkommen. Anna erhält erneut einen Brief und einen Drohanruf. Kurz darauf erklärt sie Mary Ann, Brian und den Bewohnern, dass sie das Gebäude in der Barbary Lane verkaufen wird. |                        |                          |                      |                                                          |
| 4 | Der Ölpreis            | The Price of Oil         | Silas Howard         | Andy Parker                                              |
| Mary Ann versucht, die Hausbewohner für einen Protest zu mobilisieren, dies scheitert, da die Mieter über Annas Entscheidung zwar unglücklich sind, sie aber dennoch akzeptieren. Ben erfährt von Shawna, dass sich Harrison von Michael trennte, da dieser HIV-positiv ist. Harrison, der sich in der Zwischenzeit selbst mit HIV infiziert hat, entschuldigt sich bei Michael für sein Verhalten. Bei einer Dinner-Party in Harrisons Haus kritisiert Ben transphobe Aussagen anderer Gäste, wodurch es zum Streit mit Michael kommt. Die beiden versöhnen sich, nachdem Michael unter Tränen von seinen Erfahrungen während der AIDS-Krise der 1980er Jahre berichtet. Unterdessen schließen sich Mary Ann und Shawna zusammen, da ihnen Annas Verhalten der letzten Tage merkwürdig vorkommt. Sie beschließen, Nachforschungen über Personen in Annas engstem Umfeld anzustellen und fangen bei Sam Garland an, der neuerdings viel Zeit mit Anna verbringt und ihr oft vorliest. |                        |                          |                      |                                                          |
| 5 | Heute nicht, Satan     | Not Today, Satan         | Stacie Passon        | Thomas Page McBee                                        |
| Anna ist außer sich vor Wut, da die Mieter ohne ihr Einverständnis einen Flohmarkt veranstaltet haben. Sie geht mit Sam fort, Mary Ann und Shawna folgen ihnen. Anna sieht sich ein Altenheim an, das sich speziell an LGBT-Senioren richtet, woraufhin Shawna die Beobachtung im Gegensatz zu Mary Ann abbricht. Sie trifft sich mit Claire, die beiden stellen fest, dass sie beide von ihren jeweiligen Müttern in der Vergangenheit schwer enttäuscht wurden, diese Gemeinsamkeit schweißt sie zusammen. Währenddessen zieht Jake wieder bei seinen Eltern ein und unterstützt seine Schwester Linda, als diese ihr Baby zur Welt bringt. Anna bittet Sam, sie zur nächsten Polizeiwache zu bringen, um ihren Erpresser anzuzeigen, als sie plötzlich eine Panikattacke erleidet und ins Krankenhaus muss. Mary Ann ist, als sie davon erfährt, höchst alarmiert, da sie herausgefunden hat, dass die drei vorherigen Personen, um die sich Sam gekümmert hat, alle gestorben sind und ihm Geld vererbt haben, weswegen sie mit Brian und Shawna in die Klinik eilt. |                        |                          |                      |                                                          |
| 6 | Ein Hauch von Butch    | A Touch O’ Butch         | Stacie Passon        | Patricia Resnick                                         |
| Anna wird aus dem Krankenhaus verlassen, ihr Freund Sam wird von Mary Ann nicht mehr verdächtigt, da sich gezeigt hat, dass er keinerlei bösen Absichten hegt. Mary Ann lädt Brian zum Abendessen ein und entschuldigt sich dafür, ihn und Shawna verlassen zu haben, er wiederum zeigt Reue dafür, dass er ihre Adoptivtochter all die Jahre belogen hat. Die beiden küssen sich und haben wenig später Sex, sie unterschreibt schließlich ihre Scheidungspapiere. Währenddessen überreden die etwas sonderbaren Geschwister Ani und Raven Winter DeDe dazu, in ihrem Gasthaus wohnen zu dürfen. Sie wollen ihren Alltag dokumentieren, um so erfolgreiche Instagram-Influencer zu werden. Claire trennt sich von Shawna, da sie sich darauf konzentrieren will, eine Doku über die Barbary Lane und ihre Bewohner zu drehen. Shawna wird in der Burlesque-Bar von Ida Best, in der sie arbeitet, von Anna getröstet, die ihr rät, zu sich selbst zu finden. Shawna findet am Ende der Episode zufällig ihre Geburtsurkunde, auf der Connie Bradshaw als ihre Mutter aufgeführt wird. |                        |                          |                      |                                                          |
| 7 | Alles total Scheiße    | Next Level Sh*t          | Patricia Cardoso     | Jen Silverman                                            |
| Shawna ist aufgrund ihrer Entdeckung vollständig aufgelöst und liefert sich einen heftigen Streit mit Mary Ann. Sie scheint danach spurlos verschwunden, was ihren Adoptiveltern große Sorgen bereitet. Shawna fährt zunächst zu ihrem Onkel Buzz Bradshaw an die Ostküste, anschließend besucht sie Mary Anns Noch-Ehemann Robert in Connecticut. Michael und Ben fahren ebenfalls weg, um am Russian River einer Schwulen-Hochzeit beizuwohnen. Sie streiten sich, da Michael Ben vorschlägt, nach dem drohenden Auszug aus der Barbary Lane eine Wohnung bei Harrison zu mieten. Deswegen betrügt Michael seinen Lebensgefährten mit einem anderen Mann, was er später bereut. Mary Ann hat sich mit Sam verbündet, um Annas Erpresser zu entlarven. Nachdem sie mit einem gewissen Bill Schwartz, einem Mann aus Annas Vergangenheit, geredet haben, gehen sie zu ihr und verlangen, dass sie ihnen die Wahrheit sagt. |                        |                          |                      |                                                          |
| 8 | Kompromisse            | Days of Small Surrenders | Alan Poul            | Lauren Morelli                                           |
| Die Folge behandelt Annas Jugend: In den 1960er Jahren zieht sie nach San Francisco, findet Arbeit in einem Buchladen und trifft dort auf Ysela, die ebenfalls eine trans Frau ist, die beiden werden schnell gute Freunde. Anna hat eine Verabredung mit dem Polizisten Tommy, der sie abweist, als er merkt, dass sie eine trans Frau ist. Wenig später steht er vor ihrer Tür, bittet sie um Verzeihung und gesteht ihr seine Liebe. Er sagt ihr, dass eine Beziehung zwischen ihnen nur funktionieren kann, wenn sie sich von ihren Freunden distanziert, die beiden ziehen schließlich zusammen. Ysela ist wütend, als sie herausfindet, dass Tommy bei der Polizei arbeitet, und macht Anna darauf aufmerksam, dass viele von ihren Freunden von Polizisten misshandelt oder gar getötet werden. Anna will mit Tommy über diese Polizeigewalt reden, als er zu einem LGBT-Protest nach Tenderloin gerufen wird. Anna folgt ihm und demonstriert mit, wird aber wie viele andere Anwesende verhaftet. Die Beziehung zu Tommy zerbricht daran, allerdings bietet er ihr von ihm beschlagnahmtes Geld an, was sie nach einigem Zögern auch annimmt. Mit diesem unterzieht sie sich einer geschlechtsangleichenden Operation und kauft das Haus in der Barbary Lane. |                        |                          |                      |                                                          |
| 9 | Regenbogenkämpfer      | Rainbow Warriors         | Sydney Freeland      | Andy Parker                                              |
| Mary Ann, Michael und Brian wenden sich an das FBI, um Annas Erpresser aufzuspüren. In der Barbary Lane wird bekanntgegeben, dass das Haus am Folgetag abgerissen wird. Michael erkennt den Vorarbeiter, Mary Ann hat deswegen den Verdacht, dass Harrison hinter allem steckt. Während Ben Harrison verfolgt, bittet Michael Ani und Raven, einen Protest zu fingieren, um Zeit zu schinden. Der Plan geht auf, da sich eine Menge vor dem Haus versammelt, unter anderem auch Jake, Flaco und Margot Park, die mittlerweile zu DeDe gefunden hat. Während Mary Ann, Michael und Brian weiterhin Nachforschungen anstellen, spürt Sam Ysela auf, die er zu Anna bringt. Sie ermutigt Anna, für den Erhalt des Hauses zu kämpfen. Ben konfrontiert Harrison mit seinem Verdacht, allerdings stellt sich heraus, dass Harrison nicht der Schuldige ist. Dafür kommen Mary Ann, Michael und Brian zu dem Schluss, dass Claire die Verantwortliche ist. |                        |                          |                      |                                                          |
| 10 | Drei der Kelche        | Three of Cups            | Kyle Patrick Alvarez | Lauren Morelli                                           |
| Anna lässt sich von Claire für ihre Dokumentation interviewen, obwohl sie dies vorher mehrmals abgelehnt hatte. Während des Gespräches offenbart Anna, dass sie längst wusste, wer sie erpresst hat. Sie wird daraufhin von Claire beschimpft, die behauptet, dass die Zerstörung des Gebäudes der perfekte Abschluss für ihren Film wäre. Anna versucht Claire umzustimmen, indem sie ihr sagt, dass sie immer noch das Richtige tun kann, Claire ignoriert sie und verlässt den Raum. Jake und Margot erhalten ein Zeichen von Michael und verraten der Menge, wer für den baldigen Abriss verantwortlich ist. Wenig später kommen Mary Ann, Michael und Brian zusammen mit Claires Eltern in der Barbary Lane an, die ihre Tochter wegbringen. Shawna kehrt zurück nach San Francisco und versöhnt sich mit ihren Adoptiveltern. In der Nacht stirbt Anna im Schlaf. Die Bewohner kommen zusammen, um gemeinsam zu trauern und in Erinnerungen an ihre Zeit mit Anna zu schwelgen. Es stellt sich auch heraus, dass das Haus nicht abgerissen wird, da Anna die Eigentümerschaft an Ysela weitergegeben hat. Shawna befolgt Annas Rat und beschließt, für ihren Selbstfindungsprozess eine Weltreise zu machen. |                        |                          |                      |                                                          |
| Am 7. Juni 2019 wurden alle Folgen der Staffel gleichzeitig bei Netflix veröffentlicht. |                        |                          |                      |                                                          |

## Auszeichnung
2020 erhielt Stadtgeschichten den GLAAD Media Award in der Kategorie Beste Miniserie.

## Rezeption
Auf Rotten Tomatoes erhielt die Serie eine Kritikerbewertung von 82 Prozent.
Der Spiegel schrieb online, dass „die wiederbelebten "Stadtgeschichten" reflektiert und gegenwärtig sind“ und „liefern Gesellschaftsdiskurs als Popkultur und Seifenoper... Wie früher, als es um schwules Coming Out, Aids-Krise und auch um Geschlechtsidentität ging, doch diesmal anders, diverser…. Vor allem aber sind die neuen "Stadtgeschichten" eine Auseinandersetzung mit der derzeit auch hierzulande aufgeheizten Debatte, die im Grunde ein Generationenkonflikt der LGBTQI*-Gemeinde ist: Zwischen den Gründern der Homobewegung der Sechziger- und Siebzigerjahre, die für Bürgerrechte und gegen Stigmatisierung gekämpft und die AIDS-Krise überlebt haben und jenen genderfluiden Queeries der Jahrtausendwende, die sich nicht mehr in Schubladen stecken lassen wollen. So sind die "Stadtgeschichten" am Ende ein Plädoyer für Inklusion und Verständigung über generationale Grenzen hinweg. Und haben damit durchaus das Potential, erneut bahnbrechend zu sein.“